# (245) Vera
(245) Vera – planetoida z pasa głównego asteroid okrążająca Słońce w ciągu 5 lat i 170 dni w średniej odległości 3,1 j.a. Została odkryta 6 lutego 1885 roku w Madras Observatory (Madras) przez Normana Pogsona. Pochodzenie nazwy planetoidy jest nieznane.